# 587 (số)
587 (năm trăm tám mươi bảy) là một số tự nhiên ngay sau số 586 và ngay trước số 588. 